# Epigenetika
Az epigenetika a modern biológiában a gének öröklődési folyamata azon területének vizsgálata, amely nem a DNS szekvenciájának különböző változatai által okozott eltérések öröklődése, hanem az adott szekvencia kódolt információjának átadása (transzkripció) során változnak meg folyamatok, és ezeknek van tartós hatása a sejtfejlődésre. Általában csak a tartós változásokat kutatják, amelyek a sejtosztódás során folyamatosan fennmaradnak. Az epigenetika kutatása arra a kérdésre keresi a választ, hogy a környezeti tényezőknek, az életmódnak milyen hatása van a szülőknél az utódokat tekintve, amikor ezek a tényezők nem a gén szekvenciájában bekövetkező változást váltanak ki, hanem más módon – leginkább a  gén kifejeződését befolyásolva – gyakorolnak hatást az embióra. A génkifejeződés egyik ilyen példája az emlős nőstények egyik X-kromoszómájának inaktivációja, avagy géncsendesítése.
Azokat az eseteket is az epigenetika tárgyalja, amikor bár maga a DNS szekvencia nem változik, azonban az információt hordozó bázispárokhoz más molekulák is csatlakoznak, megváltoztatva ezzel a DNS szerkezetét. Ilyen például a DNS-metiláció, amely során metil csatlakozik hozzá. Ha például ez egy promóter szekvencián történik, akkor az szintén géncsendesítést okoz.
Mindkét esetben azonos módon jelentkezik a hatás, vagyis, hogy egy örökölt gén azonos információja az átadási folyamatok során máshogyan kerül át egyik generációból a másikba.

## A szó eredete
- Sokan C.H. Waddington biológusnak tulajdonítják a kifejezés megalkotását (1942), azonban már 1896-ból is vannak feljegyzések a szó használatára vonatkozóan[1]
- A felett jelentésű ógörög epi prefixum arra utal, hogy az információ átkerülése a DNS-szekvencia megváltozása nélkül (felett) történik.

## Mechanizmusai
Az elmúlt években közelebb került a tudomány az epigenetika mechanizmusainak megértéséhez, nagyrészt a DNS-metiláció és a kromatin struktúra szabályozásának kutatásával. Valószínűleg a színtest és a mitokondrium genomja is szerepet játszik a folyamatban.
Az epigenom a sejt epigenetikus tényezőinek összessége. Ahogyan egy embrió több sejtfejlődési útvonalat is választhat, úgy egy genom is több epigenetikus útvonallal rendelkezik.
A génkifejeződés egyik módja a nukleoszómák belső hisztonjainak N-terminális lizin-oldalláncon történő acetilálása. Mivel a lizinnek a nitrogénje miatt pozitív töltése van, a DNS foszfátjának pedig negatív, ez megakadályozza a taszítást a hiszton és a DNS között. A pozitív töltés semlegesítésével, a DNS lecsavarodhat a hiszton fehérjékről és így hozzáférhetővé válik a transzkripciós gépezet számára. Amikor egy acetil csoport kötődik a lizin +NH2 végéhez, semlegessé téve annak pozitív töltését, a DNS részben elválhat a hisztonoktól, transzkripciós fehérjék kötődhetnek hozzá, melyek akadálytalanná teszik az utat az RNS-polimeráz számára.

## Történeti megjegyzések
Egyes biológusok egykoron azt gondolták, hogy a genotípus-fenotípus megfeleltetés alapján nem lehet a sejtdifferenciálódás folyamatát maradéktalanul megmagyarázni. Ezért alkottak egy elméletet, mely szerint a sejt élete kezdetén átesik egy krízisen, ami meghatározza sorsát, és ez a folyamat nincs kapcsolatban génjeivel, hanem epigenetikus.
A pszichológus Erik Erikson a pszicho-szociális krízisekre vonatkozó emberi fejlődést modellező epigenetikus elméletet állított fel. Nézete szerint minden egyed fejlődési pontokon megy keresztül, melyeket a válságok jellemeznek. És habár ezek a fejlődési stádiumok genetikailag meghatározottak, az a mód, ahogyan az egyes válságokat az egyén megoldja, korántsem. Analógiával élve a sejtdifferenciálódással, a folyamatot epigenetikusnak nevezte el, hiszen nem közvetlenül a gének vesznek részt benne.
Az epigenetikus öröklődés megértésének modern szemlélete emlékeztethet Jean-Baptiste Lamarck evolúciós elméletére.